# Cyclotoma testudinaria
Cyclotoma testudinaria es una especie de coleóptero de la familia Endomychidae.

## Distribución geográfica
Habita en Java (Indonesia).